# 加藤保憲
加藤 保憲（かとう やすのり）は、荒俣宏の小説『帝都物語』『帝都大戦』に登場する架空の人物である。

## 人物
紀州・龍神村の生まれとされるが、詳しい生い立ちについては一切不明である。明治の初頭から昭和73年（1998年）にかけて、表向きは大日本帝国陸軍の将校（少尉、後に中尉、戦後は自衛官）だが、正体は帝都・東京の滅亡を画策し、暗躍した魔人である。
長身痩躯で、こけた頬にとがった顎、さっぱりとした刈上げといった容姿で、いかなる時代においても老いの感じられない外見をしている（注：出生については、2001年に発刊された『帝都物語異録』で解説されている）。眼光は鋭く、体の大きさに似合わないほど軽い身のこなしが特徴的である。黒い五芒星（ドーマンセーマン）の紋様がある白手袋を着用している。剣の達人で刀の孫六兼元を愛用する。
極めて強力な霊力を持ち、あらゆる魔術に精通している。屍解仙の秘術を用いて転生したこともある。とりわけ陰陽道・風水・蠱毒の道においては、並ぶ者のいないほどの達人である。天皇直属の陰陽道の名家、土御門家一門ですら、彼一人にかなわなかった。また中国語や朝鮮語にも通じる。物語の中では、さまざまな姿の式神たちを駆使し、平将門の子孫を依代にして怨霊として甦らせようとしたり、大地を巡る龍脈を操作した結果、関東大震災を引き起こす結果を招いた。昭和73年に、東京の地下に眠る平将門を目覚めさせ、大地震によって東京を壊滅させた後、将門との最後の決闘の間に行方不明となる。
映画『帝都大戦』では設定が変更され、太平洋戦争で犠牲となった数多くの日本人の怨念によって蘇り、魔術や式神は一切用いず超能力を駆使して帝都破壊を目論む魔人として描かれている。
荒俣が原案・ノベライズで参加した映画『妖怪大戦争』においても東京を滅亡させようとする魔人として登場している。また『帝都物語』の前日談である『帝都幻談』、『新帝都物語』には「加藤重兵衛保憲」が登場する。彼と加藤保憲との関わりは『帝都物語異録』にて語られている。

### 嶋田久作の影響
荒俣によれば、加藤は当初、ミュージシャンの立花ハジメをイメージしていたという。しかし、映画版『帝都物語』での加藤役の嶋田久作による演技と存在感は強烈で、荒俣自身も「映画化が決まって初めて嶋田さんに会ったときには、本物の加藤がいると思った」「加藤保憲は嶋田さんと2人で作り上げたキャラクターだ」とコメントして認めており、前述の加藤の容姿描写も『帝都物語』文庫化の際に嶋田の容姿に合わせて書き直されたものである。OVA版でも容姿は嶋田をモデルとしている（声優も担当）。

## 演じた俳優
- 嶋田久作 - 映画『帝都物語』・『帝都大戦』、OVA『帝都物語』
- 西村和彦 - 映画『帝都物語外伝』
- 豊川悦司 - 映画『妖怪大戦争』
- 神木隆之介 - 映画『妖怪大戦争 ガーディアンズ』

## 登場作品
- 帝都物語
- 帝都物語・外伝
- 帝都幻談
- 新帝都物語
- 帝都物語異録
- 妖怪大戦争
- 妖怪大戦争 ガーディアンズ
- 虚実妖怪百物語